# روميو أنايا
روميو أنايا (بالإسبانية: Romeo Anaya)‏ مواليد 05 أبريل 1946 في تشياباس، المكسيك - الوفاة 24 ديسمبر 2015 في توكستلا غوتيريز، كان ملاكم محترف مكسيكي صنّف ضمن فئة وزن الديك. حقق بطولة رابطة الملاكمة العالمية.

## إحصائيات
خاض خلال مسيرته 66 نزالا، فاز في 46 وتعادل في 1 وخسر في 19. فاز بالضربة القاضية في 38 نزالا.

## روابط خارجية
- روميو أنايا على موقع بوكس ريك (الإنجليزية) (registration required)